# Соболев, Викентий Павлович
Викентий Павлович Соболев (1921 — 1996) — советский разведчик и дипломат, сотрудник Комитета государственной безопасности СССР, резидент в Египте, Тунисе, Марокко, впоследствии начальник главной резидентуры в США, генерал-майор.

## Биография
В органах государственной безопасности с 1945, работал во внешней разведке. В 1947 направлен в длительную командировку в Египет, работал в резидентуре Комитета информации в Каире под прикрытием должности атташе, затем 2-го секретаря посольства СССР в Египте. Вернулся в Союз в 1950 и стал сотрудником 3-го Управления КИ при МИД СССР (с ноября 1951 — 4-го Управления ПГУ МГБ СССР). В 1953 на 5 лет вернулся в Египет с повышением до должности резидента под легальным прикрытием как 1-й секретарь, затем советник посольства. После национализации Суэцкого канала сразу же предсказал скорую войну, о чём направил сообщение в Центр. После возвращения в СССР с 1958 до 1960 заместитель начальника 8-го отдела ПГУ КГБ при СМ СССР. Резидент КГБ в Тунисе (1960 — 1962) и Рабате (1965 — 1967) под прикрытием советника посольств Советского Союза. С назначением Ю. В. Андропова председателем КГБ СССР становится заместителем начальника ПГУ КГБ при СМ СССР по Ближнему и Среднему Востоку и Африке (1967 — 1969). Снова в заграничной командировке с 1969 до 1971 как главный резидент КГБ в Нью-Йорке, под прикрытием должности заместителя постоянного представителя СССР при ООН. После возвращения в СССР вышел на пенсию.

### Звания
- генерал-майор.

### Награды
- орден Красной Звезды.